# Bulbophyllum callosum
Bulbophyllum callosum är en orkidéart som beskrevs av Jean Marie Bosser. Bulbophyllum callosum ingår i släktet Bulbophyllum och familjen orkidéer. Inga underarter finns listade i Catalogue of Life.